# Olivia (roman)
Pour les articles homonymes, voir Olivia.
Olivia est le seul roman de Dorothy Bussy (mais non sa seule œuvre littéraire personnelle) – paru en 1949 à la Hogarth Press, la maison d'édition fondée par Leonard et Virginia Woolf. Bussy signe son ouvrage du pseudonyme « Olivia ». L'ouvrage est dédié « à la très chère mémoire de Virginia W. ».

## Résumé
L'intrigue met en scène la passion d'une jeune pensionnaire anglaise pour l'une de ses enseignantes françaises, Mlle Julie, dont le personnage doit beaucoup à Marie Souvestre. 

## Accueil critique et scandale
Le succès est immédiat, tant en Grande-Bretagne qu'à l'étranger. L'édition française suscite peu d'intérêt en France, malgré l'avant-propos de la romancière anglaise Rosamond Lehmann.
Le roman fait scandale à sa parution, même s'il s'inscrit dans une tradition déjà bien établie, depuis Claudine à l'école, de Willy et Colette (1900), jusqu'au film Jeunes filles en uniforme (Mädchen in Uniform) (1931), d'après la pièce de Christa Winsloe. Dans leur correspondance, Gide et Bussy ne manquent pas d'évoquer Mädchen in Uniform, dont une version cinématographique était déjà passée à Paris pendant l'entre-deux-guerres. C'est à la suite de cette discussion que Dorothy Bussy avait adressé ce texte écrit dès 1933 à André Gide, ami proche, pour lui demander son avis. En répondant qu'il le trouvait "peu engageant", il lui fait profondément mal. À cause de cette réponse décourageante de Gide, la romancière avait renoncé à la publication pendant plus de quinze ans. Après le succès du roman, Gide s'excuse auprès de Bussy de ne pas avoir apprécié son œuvre au début.
En 1999, ce roman est classé à la 35e place sur la liste des 100 meilleurs romans lesbiens et homosexuels de Publishing Triangle.

## Édition française
La première édition française, parue chez Stock en 1949, bénéficie d'une préface de Rosamond Lehmann, proche elle aussi de Leonard Woolf et du Bloomsbury Group. Elle est le fruit d'une collaboration entre l'auteur et son ami Roger Martin du Gard. Celui-ci ne maîtrisant pas l'anglais, Dorothy Bussy établit au préalable une traduction littérale, mot par mot, à laquelle Martin du Gard insuffla son propre style. 

## Adaptation
- 1951 : Olivia, film français réalisé par Jacqueline Audry, d'après le roman éponyme britannique, avec Edwige Feuillère et Simone Simon dans les rôles principaux.